# Proborhyaena
Proborhyaena — це вимерлий рід сумчастоподібних ссавців, який жив у олігоцені у Південній Америці. Вважається найбільшим із спарассодонтів.

## Опис
Ця тварина була дуже великого розміру, лише череп сягав 40 сантиметрів у довжину, і вся тварина могла бути розміром із сучасного ведмедя гризлі. Припускають, що проборгієна могла важити до 600 кг; Proborhyaena може бути найбільшим хижим нижчим звіром. Це була масивна тварина з міцним і потужним тілом. Череп мав коротку високу морду, а іклоподібні зуби мали шаблеподібну форму, хоча й не настільки розвинені, як у пізніших Thylacosmilus. Ікла, на відміну від іклів Thylacosmilus, які мали мигдалеподібну форму та гострий край, мали яйцеподібну форму в поперечному перерізі і, отже, мали бути набагато міцнішими. Як і тилакосміліди, у проборгієн була лише одна пара нижніх різців.

## Палеобіологія
Ця тварина, мабуть, не довго переслідувала здобич і, ймовірно, харчувалася великою й повільною здобиччю, такою як Pyrotherium. Як Proborhyaena, так і численні великі копитні вимерли в олігоцені, і цілком ймовірно, що на таке співвідношення хижак-жертва вплинула зміна клімату.